# Route nationale 459
Die N459 war von 1933 bis 1973 eine französische Nationalstraße, die zwischen Recey-sur-Ource und Recologne verlief. Ihre Länge betrug 115,5 Kilometer.